# Cyclone de Bhola
Vous lisez un « bon article » labellisé en 2008.
Le cyclone de Bhola fut le cyclone tropical le plus meurtrier de l'histoire écrite, en plus d'être parmi les catastrophes naturelles les plus importantes des temps modernes,. Il s'abattit sur le Bangladesh, alors Pakistan oriental, et l'État du Bengale-Occidental en Inde les 12 et 13 novembre 1970.
Le 8 novembre, un cyclone tropical naît dans le golfe du Bengale et atteint les côtes du delta du Gange la nuit du 12 au 13 novembre avec la force d'un cyclone de catégorie 3. Les vents, dépassant les 200 kilomètres par heure, combinés à une onde de tempête exceptionnellement forte, de cinq à six mètres, touchent aux premières heures du matin la côte de cette région particulièrement peuplée (900 habitants par kilomètre carré) et en grande partie située presque au niveau de la mer.
Plusieurs estimations atteignent la barre de 500 000 victimes,, même si le décompte officiel ne fait état que de plus de 150 000 morts et 100 000 personnes disparues (essentiellement par noyade). Les zones les plus touchées furent les îles du delta du Gange, au sud de Dhâkâ. L'île de Bhola paya un lourd tribut, avec plus de 100 000 victimes et les upazilas de Charfasson et Tazumuddin furent dévastées, perdant jusqu'à 46 % de leur population. La ville de Chittagong fut également touchée.
Le gouvernement pakistanais fut sévèrement critiqué pour la mauvaise gestion de l'aide à la suite de la tempête par les élites locales et les médias internationaux. Le parti de la ligue Awami en tira beaucoup de capital politique et gagna les élections au Pakistan oriental ; ce qui aggrava les tensions avec le gouvernement central. Ceci mena finalement à la guerre de libération du Bangladesh et à la création du Bangladesh en 1971.

## Évolution météorologique
La tempête tropicale Nora traversa la mer de Chine en provenance du Pacifique. Le 5 novembre, les restes de ce système atteignirent la péninsule Malaise,. Une fois passé dans l'océan Indien, un redéveloppement donna une dépression dans la partie centrale du golfe du Bengale le matin du 8 novembre. Le système s'intensifia en se dirigeant lentement vers le nord et le service météorologique indien le reclassa comme tempête tropicale le lendemain. Après avoir fait du sur-place à 14,5° N, 87° E durant quelque temps, la tempête accéléra vers le nord le 10 novembre. Elle devint un cyclone tropical le 11 novembre et tourna vers le nord-est en approchant de la côte. Un œil bien dégagé se forma en son centre et le cyclone atteignit la catégorie 3 un peu plus tard dans la journée avec des vents soutenus sur une minute de 205 km/h et une pression centrale de 966 hPA.
Le cyclone toucha terre au Pakistan oriental le soir du 12 novembre à peu près au même moment que la marée haute, les vents la rehaussant et donnant une onde de tempête de cinq à six mètres. Après son entrée, la friction sur le continent l'affaiblit graduellement, mais il demeura un cyclone jusqu'à environ cent kilomètres à l'intérieur des terres, au sud-sud-est d'Agartala. Par la suite, il faiblit rapidement et devint une dépression extratropicale en passant sur l'Assam le soir du 13 novembre.

## Préparatifs
Après voir reçu de nombreux rapports de navires du golfe du Bengale, le gouvernement indien ne manquait pas d'informations météorologiques sur la force du cyclone. Cependant, la clarté fait défaut quant à l'échange de ces informations avec le gouvernement pakistanais, vu les relations tendues entre les deux pays. C'est en partie pourquoi une large portion de la population du Pakistan oriental fut prise par surprise.
De plus, plusieurs indices montrent que le système d'alerte cyclonique de ce pays n'était pas connu de la population, ceci coûtant des dizaines de milliers de vies. En octobre 1960, deux cyclones avaient causé la mort d'au moins 16 000 personnes au Pakistan oriental. Le gouvernement pakistanais avait demandé au gouvernement américain son assistance pour le développement d'un système d'alerte aux populations afin de faire face à cette menace. Gordon Dunn, le directeur du National Hurricane Center, avait alors fait réaliser une étude exhaustive de la situation du Pakistan et remis son rapport en 1961. Cependant, le gouvernement pakistanais n'avait pas suivi toutes ses recommandations.
Le service météorologique pakistanais avait ainsi émis un bulletin appelant à la « préparation au danger » pour les régions côtières le 12 novembre. Un autre bulletin fut radiodiffusé pour « grand danger imminent » lorsque le cyclone s'approcha de la côte, mais des survivants déclarèrent ne pas savoir ce que ces deux bulletins signifiaient vraiment. Bien que le premier bulletin fût reconnu comme un avertissement à un danger et que l'on estime que 90 % de la population de la côte l'avait entendu, moins de un pour cent de celle-ci chercha refuge dans des abris paracycloniques.

## Impacts
La côte du golfe du Bengale est un endroit où de nombreux systèmes tropicaux touchent terre annuellement. Au moins six cyclones tropicaux importants ont tué plus de 100 000 personnes. Le plus puissant cyclone appelé cyclone Gorky a frappé en 1991 mais le cyclone de Bhola fut le plus meurtrier de tous les temps, et pas seulement pour cette région. Le total exact des victimes de ce système n'est pas connu étant donné le manque de données sur la population mais on estime qu'il s'élève entre 300 000 et 500 000 personnes. Du point de vue des autres catastrophes naturelles, il se situe au même niveau que le tremblement de terre de Tangshan en 1976 et que le tsunami de 2004 dans l'océan Indien.

### Inde
Le cyclone de Bhola donna d'importantes pluies aux îles Andaman-et-Nicobar les 8 et 9 novembre. Port Blair a rapporté 130 mm le 8 novembre et des inondations affectèrent l'archipel. Le navire MV Mahajagmitra, un cargo de 5 500 tonneaux en route de Calcutta vers le Koweït, a coulé le 12 novembre avec ses cinquante-cinq membres d'équipage. Le signal de détresse lancé par le navire mentionnait des vents de force d'ouragan,. La pluie affecta ensuite le Bengale-Occidental et le sud de l'Assam, causant des dommages aux habitations et aux récoltes. Les plus grandes pertes se sont produites dans la partie la plus au sud des deux États.

### Pakistan oriental

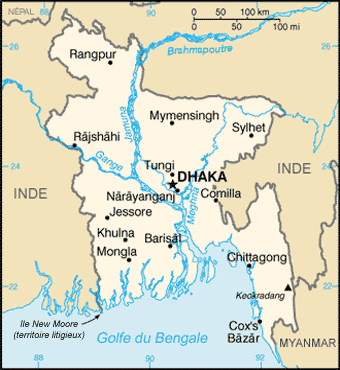
Carte du Pakistan oriental (Bangladesh) avec le Bengale-Occidental à gauche et l'Assam/Tripura à droite

La station météorologique de Chittagong, à 95 km à l'est du point de chute du cyclone, a rapporté des vents de 144 km/h avant que l'anémomètre ne se brise à 22h TU. Un navire ancré dans le port a quant à lui noté des rafales de 222 km/h quarante-cinq minutes plus tard. L'onde de tempête dans le delta du Gange, où le cyclone a touché terre, était de 10 mètres et dans le port de Chittagong, la marée a été de 4 mètres au-dessus du niveau moyen de la mer avec l'onde de tempête valant 1,2 mètre du total.
La radio pakistanaise a signalé que tous les habitants des treize îles près de Chittagong avaient péri. Un vol au-dessus de l'île de Bhola montra une dévastation totale du côté sud et que les récoltes de riz de cette île, de celle de Hatia et de la côte continentale adjacente étaient anéanties. Plusieurs des navires océaniques dans les ports de Chittagong et Mongla ont été endommagés. Les aéroports de Chittagong et de Cox's Bazar se sont retrouvés sous un mètre d'eau durant plusieurs heures.
Plus de 3,6 millions de personnes furent affectées par le cyclone et les dommages se montèrent à 86,4 millions $US de 1970, soit 450 millions $US de 2006. Jusqu'à 85 % des maisons de la zone sinistrée furent détruites ou endommagées sérieusement selon les survivants, les plus forts dégâts se retrouvant le long de la côte. Du côté de la mer, 90 % des pêcheurs subirent des pertes importantes, incluant celle de 9 000 bateaux de haute mer. 77 000 pêcheurs côtiers et 46 000 hauturiers se sont noyés et 40 % des survivants étaient blessés sévèrement. Au total 65 % de la capacité de pêche fut perdue dans une région où 80 % de l'apport en protéines vient des poissons. Les pertes agricoles s'élevèrent à 63 millions $US et 280 000 têtes de bétail.
Trois mois après les évènements, 75 % de la population était encore nourrie sur le programme d'aide alimentaire, sur lequel comptaient 150 000 personnes pour combler au moins la moitié de leurs besoins.

### Mortalité
| Carte | Préfecture/ Upazila                           | Population pré-cyclone                | Morts                            | Mortalité (%) |
| ----- | --------------------------------------------- | ------------------------------------- | -------------------------------- | ------------- |
|       | Kalapara Amtali Galchipa Char Fasson Lalmohan | 88 000 41 000 319 000 171 000 104 000 | 8 000 2 000 45 000 38 000 23 000 | 9 5 14 22     |
|       | Tazumuddin Hatiya Ramgati Sudharam            | 167 000 219 000 217 000 35 000        | 77 000 18 000 24 000 6 000       | 46 8 11 17    |
| Total | Total                                         | 1 361 000                             | 241 000                          | 17,7          |

Deux études furent menées par le Cholera Research Laboratory de la branche pakistanaise de l'Organisation du traité de l'Asie du Sud-Est, en novembre 1970 puis en février/mars 1971, pour connaître les besoins immédiats et à long terme des régions affectées. La première étude a conclu que l'eau de surface et des puits des régions dévastées contenait une quantité de sel équivalente sauf dans le district de Sudharam où l'eau était pratiquement impropre à la consommation en surface avec 0,5 % de contenu en sel. La mortalité fut estimée à 14,2 % de la population pré-cyclone soit environ 240 000. La prévalence des blessures chez les survivants montra surtout des blessures mineures consistant surtout en abrasions aux bras, jambes et torses subies lorsque ceux-ci s'agrippèrent à des arbres pour ne pas être emportés par les flots. On a craint un moment une épidémie de choléra et de typhoïde dans les premières semaines après le cyclone, mais l'étude ne montra aucune émergence de ces maladies ni d'aucune autre comme la très crainte variole.
La seconde étude a suivi près de 1,4 % de la population des régions, ce qui sous-estime probablement plusieurs groupes de la population. Les 100 000 travailleurs agricoles migrants, les familles complètement disparues et les gens qui sont partis durant les trois mois entre les deux études furent également éliminés des interviews pour ne pas fausser les estimations par des oui-dire. Elle conclut que la mortalité due au cyclone serait au minimum de 224 000 personnes dont le plus grand nombre fut dans l'upazila de Tazumuddin avec 46,3 % de perte. Le taux moyen de morts dans les régions affectées est alors estimé à 16,5 %.
Le plus haut taux de survie fut pour les hommes de 15 à 49 ans et plus de la moitié des morts sont survenues chez les enfants de moins de 10 ans, qui ne représentaient seulement qu'un tiers de la population. Ceci suggère que les plus faibles (enfants, personnes âgées et malades) n'ont pas survécu aux effets du cyclone et de l'inondation. Dans les trois mois suivant la tempête, la mortalité des gens d'âge moyen fut plus basse que dans la population d'une région non affectée près de Dhaka, la capitale du Pakistan oriental, montrant une sélection des personnes résilientes.
D'autres sources estiment toutefois la mortalité jusqu'à 500 000,.

## Secours

### Réponse gouvernementale pakistanaise
Le lendemain de la frappe du cyclone, trois canonnières de la Marine pakistanaise et un navire hôpital quittèrent Chittagong, avec des vivres et du matériel médical, pour les zones de Hatia, Sandwip et Kutubdia. Les équipes de l'Armée furent également envoyées vers les régions sinistrées qu'elles atteignirent deux jours plus tard. Durant les dix premiers jours, un avion de transport militaire et trois avions d'épandage furent envoyés pour aider à la distribution de l'aide mais le gouvernement déclara qu'il n'avait pu envoyer des hélicoptères militaires depuis le Pakistan occidental car leur passage avait été refusé par le gouvernement indien, chose que nia ce dernier.
Le président pakistanais, Muhammad Yahya Khan, écourta un voyage en république populaire de Chine et survola la région frappée par le cyclone le 16 novembre. Il ordonna que tout soit mis en œuvre pour venir en aide aux survivants et que tous les drapeaux soient mis en berne pour une journée de deuil national le 21 novembre pour les morts. Le président prit en charge les opérations le 24 novembre. Le gouvernement du Pakistan avait alloué jusqu'à ce moment 116 millions $US (de 1970) aux opérations d'aide. Le gouverneur du Pakistan oriental, le vice-amiral Asham, nia que les forces armées n'avaient pas agi assez rapidement et affirma que les vivres et médicaments étaient arrivés à bon port, seuls des secteurs isolés n'étant pas encore atteints.
Une semaine après le passage du cyclone, le président pakistanais déclara que certaines erreurs et manques de coordinations s'étaient produits dans les efforts d'aide du gouvernement, principalement à cause d'un problème d'évaluation de l'ampleur du désastre. Il mentionna également que les élections prévues en décembre ne seraient pas reportées mais que huit ou neuf circonscriptions de la zone sinistrée pourraient avoir des problèmes logistiques.

### Réponse internationale
Au début de décembre, 40 millions $US avaient été trouvés auprès de 41 pays, organisations non-gouvernementales et groupes privés. L'Inde est l'un des premiers pays à avoir offert son aide au Pakistan, malgré les relations tendues entre les deux pays. À la fin de novembre, elle avait déjà offert 1,36 million $US (6,9 millions $US de 2006) en aide mais le gouvernement pakistanais ne permet à celle-ci d'atteindre les zones sinistrées que par la lente voie terrestre, refusant le passage aux avions de transport indiens. De plus, l'offre d'utiliser des avions, hélicoptères et navires militaires indiens, envoyés depuis le Bengale-Occidental, pour aider l'effort pakistanais fut refusé.
Le président américain Richard Nixon envoya dix millions $US (53 millions $US de 2007) en vivres, dont 200 000 tonnes de blés, et autres denrées essentielles alors que l'ambassadeur de ce pays déclara qu'il ferait tout ce qui était en son pouvoir pour assister le Pakistan oriental,. On envoya également des tentes, des couvertures et autres effets. Les délais dans la distribution de l'aide américaine par le gouvernement pakistanais ont fait que 7,5 millions $US n'étaient toujours pas utilisés en mars 1971. La plupart de cet argent devait servir à construire des abris en cas de cyclone et à la reconstruction de maisons.
Six hélicoptères furent envoyés par le gouvernement américain pour l'effort de secours. Une flottille de la Royal Navy, incluant le porte-avions léger HMS Intrepid et le bateau de débarquement HMS Triumph, quitta Singapour pour aider aux secours. À l'aide de ses huit hélicoptères et huit barges de débarquement, elle devait ravitailler les îles éloignées. Cinquante soldats et deux hélicoptères sont partis en éclaireurs et lors de son arrivée, le 24 novembre, 650 troupes ont débarqué pour livrer les vivres et apporter une assistance médicale,.
À la fin novembre, on comptait trente-huit hélicoptères, dont dix britanniques et autant d'américains, plus environ cinquante petits navires américains et soixante-dix britanniques pour la distribution des vivres. Au début de 1971, quatre hélicoptères soviétiques opéraient encore dans les zones les plus durement touchées. Ce pays avait été largement critiqué par les Bengalais pour son implication tardive et ces appareils remplacèrent ceux envoyés dès la fin du cyclone par les Britanniques et les Américains.
Le Disasters Emergency Committee britannique récolta 1,5 million £(33 millions £ de 2005),. Le gouvernement canadien a promis 2 millions $CAN. La France et l'Allemagne de l'Ouest ont envoyé chacune deux hélicoptères et des denrées pour une valeur de 1,3 million $US,. Le pape Paul VI annonça qu'il visiterait Dhâkâ, la capitale du Pakistan oriental, lors de sa tournée en Extrême-Orient, demanda aux fidèles de prier pour les victimes et plus tard le Saint-Siège offrit 100 000 $US. Les populations d'Italie et de Suisse n'ont cependant pas suivi, considérant après le premier choc que l'événement était trop éloigné et que d'autres s'en occuperaient. Seul l'équivalent en nature de 5 500 $US fut levé en novembre en Italie.
Le gouvernement de Singapour envoya une antenne médicale militaire qui arriva le 1er décembre dans la région de Sandwip où on traita près de 27 000 personnes et vaccina la population contre la variole. La mission retourna à Singapour le 22 décembre après avoir utilisé pour 50 000 $US de médicaments et distribué 15 tonnes de nourritures aux victimes. Le gouvernement du Japon approuva une aide de 1,65 million $US en décembre après avoir été critiqué pour sa faible donation antérieure. La république populaire de Chine envoya 50 000 doses de vaccins contre le choléra, qui ne furent pas nécessaires puisque le Pakistan en avait un stock suffisant, et 1,2 million $US en argent. Le Chah d'Iran, Mohammad Reza Pahlavi, déclara que le désastre touchait son pays et envoya deux avions remplis de secours quelques jours seulement après le passage du cyclone. Plusieurs pays pauvres d'Asie ont tenu à contribuer à l'effort d'aide par des dons minimes.
La Fédération internationale des Sociétés de la Croix-Rouge et du Croissant-Rouge a récolté 3,5 millions $US en vivres et autres biens pour les victimes à la fin de novembre. Les Nations unies donnèrent 2,1 millions $US en argent et nourriture et l'UNICEF lança une campagne de levée de fonds qui rapporta un autre million $US
. Cette dernière organisation envoya du personnel pour rétablir l'approvisionnement en eau potable, dont la réparation de 11 000 puits, dans les mois qui suivirent le sinistre. Le secrétaire général de l'ONU, U Thant, fit un appel à l'aide en août 1971 pour les victimes du cyclone et celles de la guerre civile qui a suivi dans deux programme distincts. Il mentionna que seulement 4 des 29,2 millions $US visés avaient été récoltés jusqu'à ce moment. L'organisation charitable CARE arrêta l'envoi d'aide au Pakistan la semaine après les événements parce qu'elle ne faisait pas confiance au gouvernement du pays pour la distribution ; cependant elle arriva à un accord en janvier pour la construction de 24 000 habitations en blocs de ciment, au coût de 1,2 million $US (6,1 millions $US de 2007). Le Peace Corps américain offrit d'envoyer des volontaires mais le gouvernement pakistanais refusa, considérant cette organisation comme trop inféodée au gouvernement américain.

## Épilogue
La Banque mondiale estima qu'il en coûterait 185 millions $US pour la reconstruction de la zone sinistrée et remit au gouvernement pakistanais un plan détaillé des travaux, incluant les habitations, le réseau d'eau potable et les autres infrastructures détruites par le cyclone. Une articulation avec un programme de prévention des inondations et de développement futur était prévue. La Banque rendit disponible un crédit immédiat de 25 millions $US pour aider l'économie du Pakistan oriental et pour la construction d'abris contre les cyclones. C'était la première fois que l'Association internationale de développement de la Banque fournissait de tels crédits.

### Retombées politiques

Le premier drapeau du Bangladesh

Le Croissant-Rouge pakistanais commença à œuvrer indépendamment du gouvernement après une dispute sur la possession de vingt radeaux fournis par la Croix-rouge britannique. Une société fabriquant des pesticides dut attendre deux jours pour recevoir la permission d'utiliser ses avions d'épandage pour larguer des vivres et médicaments aux zones sinistrées. Le gouvernement pakistanais n'envoya qu'un seul hélicoptère du Pakistan occidental, le président déclarant plus tard que c'était parce que les appareils ne pouvaient transporter une grande charge utile sur une telle distance. Un reporter du journal Pakistan Observer (en) passa une semaine dans la zone la plus atteinte au début de janvier et écrivit qu'il constatait qu'aucune des tentes fournies par les agences internationales n'avait été utilisée pour reloger la population sinistrée, et que les montants pour la reconstruction étaient insuffisants. Ce même journal a souvent mis à la une des articles portant des titres comme « Aucune coordination des secours », et dans lesquels le gouvernement indiquait que « les opérations de secours vont bon train ». En janvier, le mois le plus froid de l'année, le comité pour les secours et la réhabilitation, dont le directeur était également l'éditeur du journal Ittefaq, déclara que des milliers de survivants devaient passer leurs journées dehors. Un porte-parole mentionna que les familles sans abris recevaient une aide de 250 roupies, soit 55 $US (279 $US de 2007), pour rebâtir leurs maisons mais que les ressources étant chères et difficiles à obtenir, il était probable que cet argent ne pourrait servir qu'à se nourrir.
La lenteur des secours mobilisés par le gouvernement pakistanais suscita une vive réaction de la part des élites politiques au Pakistan oriental. Le 15 novembre, Sheikh Mujibur Rahman le chef de la ligue Awami, le plus important mouvement politique de la province, déclare : « Nous avons une armée mais ce sont les Marines britanniques qui prennent soin de nos morts ». Un communiqué émis par onze de ceux-ci dix jours après les événements critique vertement Karachi qu'il charge « de négligence et d'indifférence coupables » et accuse le président de jouer à la « star » avec les médias. Le 19 novembre, des étudiants organisèrent une marche de protestation à Dhâkâ et le 24, le chef politique Maulana Abdul Hamid Khan Bhashani fit un discours devant 50 000 personnes où il accusa le président du Pakistan d'incompétence, demandant sa démission.
La ligue Awami obtint un raz de marée en sa faveur lors des élections nationales de décembre 1970, en partie à la suite du mécontentement généré par les échecs du gouvernement national pour organiser les secours. Les élections concernant neuf sièges à l'Assemblée nationale, et dix-huit sièges aux Assemblées régionales, durent être reportées au 18 janvier du fait du cyclone. En mars, la tension monte à tel point entre le gouvernement et les élus de la ligue que des troubles sont appréhendés et les ressortissants étrangers sont invités à partir. Les bureaux de deux organismes gouvernementaux d'aide aux sinistrés à Dhâkâ sont fermés durant deux semaines, d'abord par une grève générale et ensuite par une interdiction de leur travail par la ligue Awami. Le travail continua dans les zones dévastées mais la planification des tâches fut retardée.
Les troubles débouchèrent sur la guerre d'indépendance du Bangladesh ce même mois et sur la Troisième guerre indo-pakistanaise, alors que l'Inde venait en aide à la province sécessionniste. C'est peut-être une des rares fois qu'une catastrophe naturelle sert de déclencheur à une guerre civile.

### Protection accrue
La Croix-Rouge internationale publia un plan préliminaire en décembre 1970 à propos de la conduite à suivre dans une situation similaire. On y mentionne que les travailleurs envoyés au Pakistan oriental étaient mal formés et que l'organisation devrait composer une liste de spécialistes dans différents domaines nécessaires à ces interventions. Déjà en 1966, le Croissant-Rouge avait lancé un programme d'alerte cyclonique pour prévenir la population de la région du delta du Gange.
L'Assemblée générale de l'ONU adopta une proposition concernant l'amélioration de la distribution des secours en zones sinistrées. Elle passa également, le 20 novembre, une résolution exprimant la sympathie des pays membres envers le Pakistan et enjoignant ses agences, les gouvernements et les organisations non-gouvernementales à venir en aide au Pakistan dans ses efforts à court et long terme de reconstruction et de développement. De cette résolution sortit le Plan de préparation contre les cyclones tropicaux de 1972. Ce plan, administré maintenant par le gouvernement du Bangladesh et le Croissant-Rouge de ce pays, est centré sur l'éducation du public aux dangers des cyclones et la formation du personnel d'urgence.
Pour faire face à la menace, plus de deux cents abris paracycloniques furent construits le long des côtes dans les trente années suivant le cyclone de Bhola. En 1991, à l'approche du cyclone Gorky, les volontaires du programme ont averti la population de deux à trois jours avant l'arrivée de la tempête. Plus de 350 000 personnes remplirent les abris, d'autres structures solides en briques ou fuirent vers les hauteurs. Bien que plus de 138 000 personnes périrent, le bilan a été bien moindre que celui de 1970, en grande partie en raison du plan. La construction d'autres abris et le perfectionnement de la formation de la population a permis depuis de réduire le nombre de victimes. Ainsi, en 2007, le cyclone Sidr a causé entre 3 000 et 10 000 morts, au lieu des centaines de milliers de morts habituellement observés pour les autres cyclones de forces similaires.